# Axel Steier

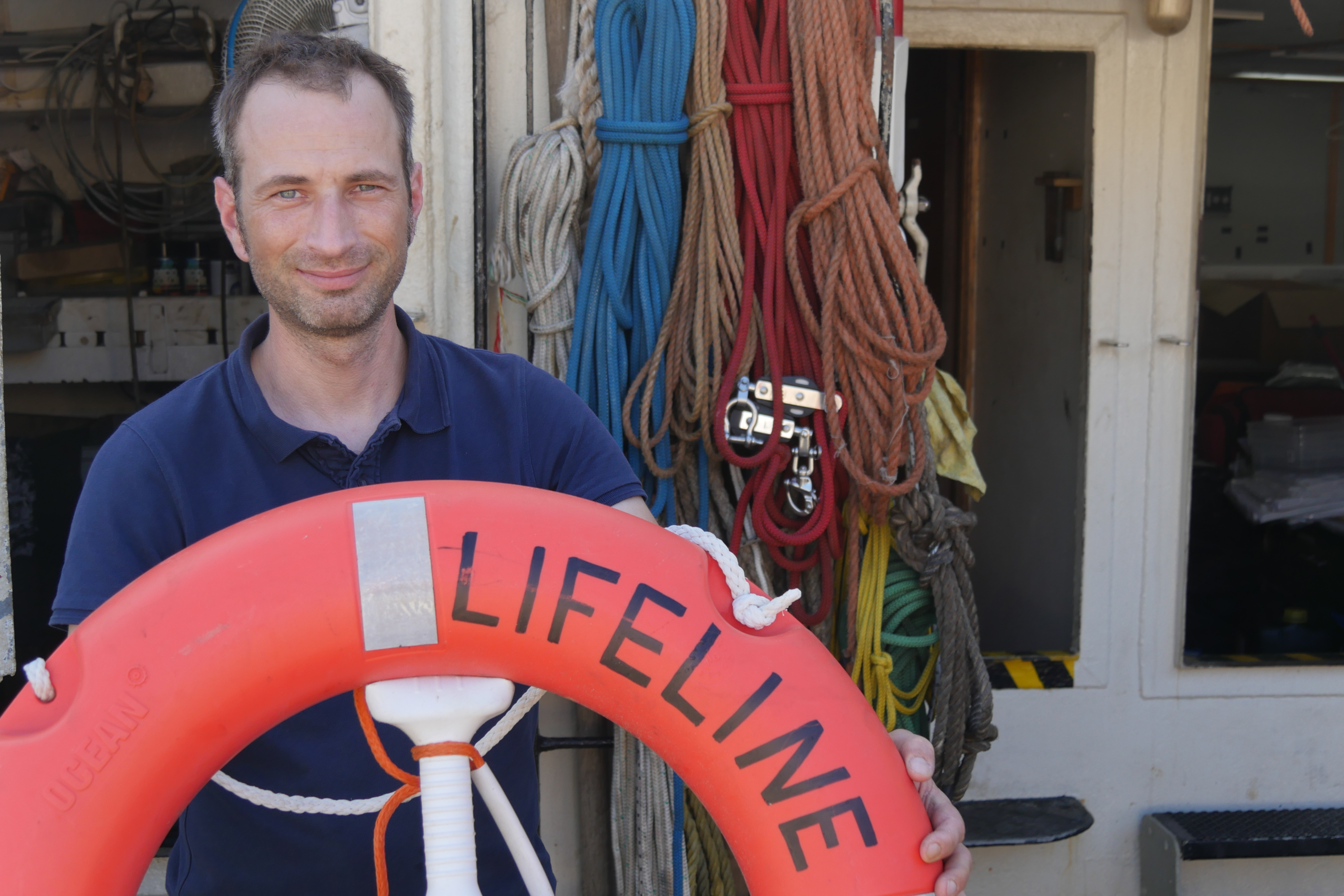
Axel Steier (2017)

Axel Steier (* 10. August 1975 in Neuruppin) ist ein deutscher Flüchtlingshelfer. Er ist Mitbegründer, Vorsitzender und Sprecher von Mission Lifeline.

## Leben
Steier hat drei Jahre als Rettungsassistent beim DRK in München gearbeitet. Anschließend studierte er Soziologie an der TU Dresden und gehörte zu den Schülern von Karl-Siegbert Rehberg. In Dresden-Neustadt betreibt Steier einen kleinen Lebensmittelladen.

## Dresden-Balkan-Konvoi
Steiers Engagement für Flüchtlinge begann als spontane Idee: „Ich habe zufällig mit einem Freund im Fernsehen gesehen, wie schlimm die Situation auf dem Balkan ist. Und da es hier in Dresden gerade sehr viele rechtsradikale Demonstrationen gibt, wollte ich ein positives Zeichen setzen.“ Steier gehörte zu den Initiatoren des Dresden-Balkan-Konvois, der in Zusammenarbeit mit dem Dresdner Umsonstladen Sachspenden für die Menschen auf der Balkanroute sammelte. Die große Hilfsbereitschaft der Bevölkerung war eine logistische Herausforderung. Zu den Unterstützern des Projekts gehörten die Grünen-Landtagsabgeordneten Volkmar Zschocke, Katja Meier und Valentin Lippmann.
Steier fuhr im November 2015 mit seinem Kleintransporter nach Preševo (Serbien), wo die Hilfsgüter an Notleidende ausgegeben wurden. Dann koordinierte er den nächsten Hilfskonvoi für die Menschen, die an der griechisch-mazedonischen Grenze bei Idomeni ausharrten; dafür wurden zwei Annahmestellen für Sachgüter und ein Spendenkonto eingerichtet. Der Dresden-Balkan-Konvoi passte sich mit seinen Hilfsangeboten den sich ändernden Fluchtrouten flexibel an: „Gerade als sehr kleine Organisation sind wir in der Lage, innerhalb weniger Tage oder sogar Stunden reagieren zu können,“ sagte Steier einem Reporter der Dresdner Neuesten Nachrichten.

## Mission Lifeline
Der Dresden-Balkan-Konvoi plante im Mai 2016 parallel zu seinem Engagement in Idomeni, wo er unter anderem eine Teeküche unterhielt, den Ankauf eines Schiffs zur Seenotrettung im Mittelmeer. Die Initiative warb für diese „Mission Lifeline“ um Spenden und Bürgschaften. Im Juni 2017 wurde bekannt, dass die Bundespolizei Pirna im Auftrag der Staatsanwaltschaft Dresden gegen Axel Steier und Sascha Pietsch als Vorsitzendem bzw. stellvertretendem Vorsitzenden von Mission Lifeline Ermittlungen aufgenommen hatte. Beide erhielten eine Vorladung, um sich Anfang Juli zu dem ihnen vorgeworfenen „Versuch des Einschleusens von Ausländern“ zu äußern. Eine Privatperson hatte Anzeige erstattet, die Staatsanwaltschaft äußerte sich nicht dazu, ob überhaupt ein Anfangsverdacht bestehe. Die Ermittlungen wurden noch vor dem anberaumten Anhörungstermin von der Staatsanwaltschaft wieder eingestellt, Mission Lifeline besaß zu diesem Zeitpunkt noch gar kein Schiff.
Im September 2017 bereitete sich die aus 19 Personen bestehende deutsch-spanische Crew des Rettungsschiffs in Malta auf ihren ersten Einsatz vor; Axel Steier betonte gegenüber dem MDR: „Wir statten das Schiff mit mehreren Kameras aus, um alle Einsätze zu dokumentieren, haben einen Positions-Tracker, damit unsere Route nachverfolgt werden kann und arbeiten eng mit dem MRCC in Rom zusammen.“ Ein zweiwöchiger Rettungseinsatz kostet jeweils 20.000 Euro; Treibstoff, Hafengebühren, Verpflegung sowie Satellitenkommunikation schlagen dabei am stärksten zu Buche. Mission Lifeline kooperierte beim ersten Rettungseinsatz mit der spanischen Hilfsorganisation #MayDayterraneo.
Am 26. Juni 2018 sagte Steier, der die Lifeline auf ihrem sechsten Rettungseinsatz begleitete, gegenüber epd, seit Herbst 2017 seien mehr als 900 Menschen von der Lifeline aus Seenot gerettet worden.
Auf Twitter schrieb Steier im Januar 2023: „Nein, es wird irgendwann keine Weißbrote [d.h. deutsche Staatsbürger mit weißer Hautfarbe] mehr geben, weil ihre Nachkommen in 50 bis 100 Jahren (offenbar anders als Sie) für ein’n Partner*in entscheidet, der nicht weiss ist. Die Enthomogenisierung der Gesellschaft schreitet voran. Ich unterstütze das mit meiner Arbeit.“ Daraufhin griff Hans-Georg Maaßen ihn scharf an und warf ihm „elimiatorischen Rassismus gegen Weiße“ vor, laut Einschätzung von Kommentatoren auch mit einer sonst häufig in Bezug auf den Holocaust gebrauchten Wortwahl. Gunnar Schupelius kommentierte dazu, Maaßen übertreibe damit grenzenlos. Zum anderen sei es schade, dass Steier, der Menschenleben rette, sage, es gehe ihm um etwas Anderes. Sowohl Steier als auch Maaßen seien auf Abwege geraten. Der CDU-Politiker Detlef Seif nannte Steiers Äußerungen einen Beleg, „dass er die verfassungsmäßige Ordnung unseres Landes nicht akzeptiert. Zudem sind seine Äußerungen zutiefst rassistisch, indem er weiße Menschen degradiert und abwertend als ‚Weißbrot‘ bezeichnet.“
Steier kommentierte in der Folge das Ergebnis der Landratswahl in Sonneberg entsprechend und twitterte im Juni 2023, dass Sonneberg, wo der AfD-Kandidat die Wahl gewonnen hatte, kein Thema wäre, wenn es mehr Zuzug aus dem Ausland, wie etwa aus Afghanistan, gegeben hätte und die nach Deutschland geholten Menschen sofort das Wahlrecht erhalten hätten.